# قزامي الحافة
قزامي الحافة (الاسم العلمي: Nanochilus)، جنس نباتات من فصيلة الزنجبيلية. يضم نوع واحد معروف فقط، Nanochilus palembanicus، متوطن في سومطرة